# Superstar Car Wash
Superstar Car Wash – czwarty album studyjny amerykańskiego zespołu Goo Goo Dolls, wydany w 1993 przez Metal Blade Records. Zarejestrowany został w terminie sierpień–październik 1992 w trzech studiach:  Metalworks Recording Studios w Mississauga (Ontario, Kanada), Trackmaster Recording Studios w Buffalo i Master Control Studios w Burbank (Kalifornia). Płyta zawdzięcza swój tytuł nazwie myjni samochodowej w Buffalo, której zdjęcie znajduje się na jej okładce. Z albumu tego pochodzi drugi singiel grupy, "We Are The Normal", który powstał we współpracy Johnny'ego Rzeznika (autor muzyki) z Paulem Westerbergiem (twórca tekstu). Znajdujący się na tej płycie utwór "Fallin' Down" został wykorzystany w filmie Pauly'ego Shore'a pt. Szalony zięć (Son in Law). Wraz z Superstar Car Wash rozpoczął się okres dominacji Rzeznika jako głównego kompozytora i wokalisty formacji.
Dziewięć utworów z tego albumu znalazło się także na późniejszych kompilacjach zespołu. Na Ego, Opinion, Art & Commerce zawarto piosenki "Fallin' Down", "Another Second Time Around", "Cuz You're Gone", "We Are The Normal", "Girl Right Next To Me", "Lucky Star" oraz "On The Lie", a Greatest Hits Volume Two: B-sides & Rarities zawiera kompozycje "Stop The World" i "String of Lies".

## Lista utworów
1. "Fallin' Down" – 3:17
2. "Lucky Star" – 3:03
3. "Cuz You're Gone" – 3:30
4. "Don't Worry" – 2:24
5. "Girl Right Next To Me" – 3:43
6. "Domino" – 2:35
7. "We Are The Normal" – 3:38
8. "String Of Lies" – 3:07
9. "Another Second Time Around" – 2:59
10. "Stop The World" – 3:31
11. "Already There" – 2:43
12. "On The Lie" – 3:18
13. "Close Your Eyes" – 2:23
14. "So Far Away" – 3:55

## Personel
- Johnny Rzeznik – gitara, śpiew
- Robby Takac – gitara basowa, śpiew
- George Tutuska – perkusja